# Knöselsbach
Der Knöselsbach (früher Rautendeller Bach) ist ein Fließgewässer zwischen den Bochumer Stadtteilen Sundern und Stiepel. Er ist ein nördlicher und rechter Zufluss der Ruhr und gilt hinter dem Lottenbach als größtes weitgehend erhaltenes Bachsystem im Süden Bochums. Sein wichtigster Zufluss ist der Ranterdeller Bach.

## Geographie

### Verlauf
Der Knöselsbach entspringt im zum Bochumer Stadtteil Stiepel gehörenden Ortsteil Haar auf einer Höhe von 138 m ü. NHN westlich der Haarkampstraße in einem Wäldchen.
Er fließt zunächst gut zweihundert Meter in südlicher Richtung durch einen Waldstreifen und wird dann auf seiner linken Seite von dem Mittelkamps Siepen gestärkt. Knapp hundert Meter bachabwärts  speist der  Knöselsbach einen kleinen Fischteich. Er läuft begleitet von der Hülsbergstraße südwärts weiter durch Hülsmegge und wird dann bei Ridders Berg von links zunächst durch den Waßmers Siepen, dann auf der gleichen Seite durch den Finkensiepen und kurz danach auf der anderen Seite durch den Rautendeller Siepen verstärkt. Der Knöselsbach zieht nun etwa vierhundert Meter parallel zu L 705 (Kosterstraße) in Richtung Süd-Südwesten, unterquert dann bei einer Reithalle die Landstraße, fließt danach knapp dreihundert Meter süd-südostwärts durch Felder und Wiesen und nimmt dann auf seiner linken Seite den Ranterdeller Bach auf.
Von dort fließt der Knöselsbach in Richtung Südwesten zunächst durch Ackerland und dann durch die mit Kopfweiden bepflanzten Ruhrwiesen. Dieser Bereich ist Wasserschutzgebiet und wird zur Wassergewinnung genutzt.
Er mündet schließlich auf einer Höhe von ungefähr 66 m ü. NHN von rechts in die dort aus dem Ost-Südosten heranziehende Ruhr. 
Der etwa 2,4 km lange Lauf des Knöselsbachs endet ungefähr 72 Höhenmeter unterhalb seiner Quelle, er hat somit ein mittleres Sohlgefälle von circa 29 ‰.

### Einzugsgebiet
Das 5,031 km² große Einzugsgebiet des Knöselsbachs liegt im Ruhrtal wird durch ihn über die Ruhr und den Rhein zur Nordsee entwässert.
Es grenzt
- im Nordosten an das Einzugsgebiet des Lottenbachs, der über den Oelbach in die Ruhr entwässert
- im Südosten an das des Ruhrzuflusses Nettelbecke
- im Südwesten an das des Rauendahler Bachs, der ebenfalls in die Ruhr mündet
- im Westen an das der Linnebecke, die auch ein Zufluss der Ruhr ist
- und im Norden an das Marbach, der über den Hüller Bach und die Emscher in den Rhein entwässert.

Das Einzugsgebiet am Oberlauf ist besiedelt, im Bereich des Mittellaufs ist es bewaldet und am Unterlauf dominiert Ackerland.

### Zuflüsse
| Stat. in km | Name                | GKZ        | Lage   | Länge in km | EZG in km² | MQ in l/s | Mündungshöhe in m ü. NHN |
| ----------- | ------------------- | ---------- | ------ | ----------- | ---------- | --------- | ------------------------ |
| 002,250     | Mittelkamps Siepen  | 2769392-2  | links0 | 000,3000    | 0000,250   | 02,730    | 11700000                 |
| 001,50      | Waßmers Siepen      | 2769392-4  | links0 | 001,5000    | 0000,600   | 06,960    | 8400000                  |
| 001,350     | Finkensiepen        | 2769392-6  | links0 | 001,2000    | 0000,480   | 05,430    | 8200000                  |
| 001,30      | Rauterdeller Siepen | 2769392-8  | rechts | 001,5000    | 0001,680   | 0018,700  | 8200000                  |
| 000,450     | Ranterdeller Bach   | 2769392-92 | links0 | 002,1000    | 0001,270   | 0015,680  | 6800000                  |
| 000,00      | Knöselsbach         | 2769392    |        | 002,4000    | 0005,030   | 0060,470  | 6600000                  |

Anmerkungen zur Tabelle
1. ↑  Gewässerkennzahl, in Deutschland die amtliche Fließgewässerkennziffer mit zur besseren Lesbarkeit eingefügtem Trenner hinter dem Präfix, das einheitlich für den allen gemeinsamen Vorfluter Knöselsbach steht.
2. ↑  Die Daten des Knöselsbachs zum Vergleich

## Geschichte
In seinem Tal befanden sich mehrere kleine Bergwerke, darunter die Zeche am Bliestollen, die urkundlich bereits 1627 erwähnt wurde. In ihren Stollen wurde Blei abgebaut. 1828 wurde hier für den Kohlebergbau eine Pferdeschleppbahn bis zur Ruhr angelegt, 1865 eine zweigleisige Dampfhaspelbahn. Im Jahre 1910 wurde in Stiepel die Kanalisation eingeführt, die dem Bach aber auch Wasser vorenthält. Bei einer ehemaligen Mühle (Knösels Mühle) befinden sich Fischteiche. 